# Hynek Jaroslav Mejsnar
Hynek Jaroslav Mejsnar (17. října 1837 Jilemnice – 29. dubna 1895 Praha-Nové Město) byl český středoškolský profesor a klasický filolog, literárně činný jako básník, překladatel a autor proslovů. Vyučoval zejména na gymnáziích v Táboře (1864–1885) a v Praze (od r. 1885). Po roce 1892 zasedal v pražském sboru obecních starších a několik měsíců také v městské radě. Překládal ze starořečtiny (např. Homérova Ilias, Odysseia a Žabomyší válka; Hésiodovo O původu bohů), ruštiny (např. Krylovovy bajky), dalších slovanských jazyků a norštiny. Přednesl řadu projevů ve verších i próze (souborně Proslovy, verše a řeči příležité některé, 1887). Byl oceňován jako výborný pedagog, plodný překladatel a nadšený vlastenecký řečník; stal se čestným členem studentských spolků a na rodném domě mu byla osazena pamětní deska.

## Život

### Studium a zaměstnání
Narodil se 17. října 1837 v Jilemnici. V letech 1849–57 studoval na jičínském gymnáziu a v letech 1857–1860 klasickou a slovanskou filologii na pražské univerzitě. Poté nastoupil jako suplující učitel v Banské Bystrici, odkud přešel roku 1861 do Klatov a o rok později do Litomyšli. Roku 1864 získal stálé místo jako profesor na gymnáziu v Táboře, kde strávil téměř 21 let. Od roku 1885 do konce života vyučoval na akademickém gymnáziu v Praze.
V letech 1870–1885 také vyučoval ruštinu na hospodářské škole. V roce 1885 byl jmenován přísežným znalcem při c. k. zemském soudu v řeči ruské, řecké a německé. Roku 1889 se stal mimořádným učitelem ruštiny na českoslovanské obchodní akademii a na vyšší dívčí škole.
Po prázdninách 1894 onemocněl rakovinou jazyka a po dlouhé nemoci, při níž ho léčil např. MUDr. Karel Maydl a MUDr. Václav Kopfstein-Penk, zemřel 29. dubna 1895 v Praze. Pohřben byl na Olšanech.

### Veřejná činnost
Od mládí byl společensky aktivní. Jako student byl členem jilemnického divadelního souboru Kollár a pořádal vlastenecké zábavy. V Litomyšli spoluzakládal Sokola.
Svou veřejnou činnost rozvinul v Táboře, kde publikoval v místním časopise básně (viz Dílo), pořádal poučné přednášky, vystupoval na slavnostních shromážděních, skládal sokolské verše a překládal cizojazyčná hudební díla pro místní pěvecký sbor. Například v květnu 1867 přednášel sedlákům v Mladé Vožici o hospodářském pokroku a spolčování. V listopadu 1877 přiblížil posluchačům v táborské občanské besedě život Josefa Jungmanna. O rok později v městském divadle promluvil o životě J. K. Tyla a
měl veršovaný proslov při svěcení školy v Mladé Vožici. Věnoval se i Boleslavu Jablonskému; v dubnu 1881 o něm přednášel na slavnostním večeru a o pět let později měl hlavní projev při odhalování básníkova pomníku v Kardašově Řečici. Jeho závěrečná slova „Bratří, nedejme se! Milujme se, nedejme se a bude v Čechách lépe!“ byla shromážděným zástupem souhlasně přijata a nadšeně opakována. V červenci 1883 promluvil o Josefu Vlastimilu Kamarýtovi a v následujícím roce měl proslov ke krajinskému sjezdu českého učitelstva v Táboře.
V přednáškách a proslovech pokračoval i po přestěhování do Prahy. Z mnoha vystoupení můžeme zmínit např. oslavnou řeč při předání záslužného kříže prof. Františku Kottovi (staroměstské gymnázium Praha 1885), na počest Boženy Němcové (Měšťanská beseda v Praze 1887), o významu českého vysokého školství v minulosti a přítomnosti (studentský sjezd ve Třeboni 1887), o ruském kritiku Bělinském (literární spolek Slavia Praha 1887), k otevření nového divadla (Tábor 1887), o Elišce Krásnohorské (Pražský spolek českých učitelek 1888), o Bohuslavu Balbínovi (Svatováclavská záložna Praha 1888), při předávání záslužného kříže řediteli Josefu Baudišovi (akademické gymnázium Praha 1890) a o Janu Nerudovi (Měšťanská beseda v Praze 1891). Slavný byl jeho proslov při odhalování pamětní desky J. K. Tylovi na tehdejším Linhartském náměstí v Praze 10. července 1887, který zakončil slovy „Milujme se a věrně při sobě stůjme, abychom spatřili jednou hojné osení svobody a lásky, jejíhož semene Tyl v půdu českou kladl, žijíce pod zákonem, jehož základem právo a strážcem spravedlnost.“
Mejsnarovy proslovy vyšly souborně v knize Proslovy, verše a řeči příležité některé (1887, online).
Zapojil se i do politického boje. V Táboře sice nepřijal možnost kandidovat roku 1882 do říšské rady (místo něj nastoupil Karel Dostál), ale účastnil se volebních schůzí. 26. října 1892 byl spolu s dalšími zvolen do pražského sboru obecních starších na Novém Městě za Národní stranu svobodomyslnou (mladočechy). Od listopadu 1893 do června 1894 byl také členem městské rady. Věnoval se hlavně otázkám pražského školství.
Zemřel roku 1895 v Praze a byl pohřben na Olšanských hřbitovech.

## Dílo
Přispíval vlastními pracemi i překlady z řečtiny, polštiny, ruštiny, srbštiny, italštiny a němčiny do řady časopisů. Několik básní (např. Proč?, Vzorná láska, Dárek, Jahody) např. uveřejnil roku 1865 v časopise Tábor. Spolupracoval také s táborskou sokolskou jednotou; např. roku 1883 složil Píseň sokolů táborských k jejich prvnímu výletu r. 1884 báseň k úmrtí Miroslava Tyrše Další vlastní i přeložené práce veršem i prózou vyšly v dalších periodicích, např. Světozor, Zlatá Praha, Osvěta, Lumír, Listy filologické aj. (rozsáhlý, byť neúplný seznam je uveden např. v nekrologu ve Světozoru 3. května 1895 a v Ottově slovníku naučném). Pro táborský pěvecký sbor překládal texty písní a operních arií.
Byl autorem např. těchto knižně vydaných prací:
- Proslov k slavnostnímu divadelnímu představení v den volby pana měštanosty a slavné městské rady dne 3. prosince 1870 (1870)
- Na památku černého dne 12. srpna L.P. 1881, když lehlo popelem veliké naše Národní divadlo v Praze (1881)
- Proslovy, verše a řeči příležitostné některé (1887)
- Operovaný, neboli, Šestinedělník v nemocnici (asi 1895)

Překlady:
- Bjørnstjerne Bjørnson: Selské novely (1873)
- Homér: Homérova Odysseja (1873)
- Nikolaj Alexejevič Někrasov: Básně Nikolaje Někrasova (1876)
- Homér: Homérova Batrachomyomachie, čili, Žab a myší vojna (1877)
- Homér: Homérova Ilias (1878, 1881)
- Homér: Homérovy hymny, epigramy a Batrachomyomachie, čili, Chvalozpěvy, nápisy a Žab a myší vojna (1881); viz též Homérské hymny
- Fjodor Michajlovič Dostojevskij: Aninka Nezvanova (1882)
- Aischylos: Aischylova trilogie Oresteja, čili, Tragoedie Agamemnon, Choéforoi, Eumenidy (1883)
- Ivan Andrejevič Krylov: Bajky Ivana Krylova v devíti knihách (1886)
- Hésiodos: Hésioda Askerského básně. Sv. 1., O původu bohů (1888)

Přispíval také do Ottova slovníku naučného (pod značkou Mjr.) a do encyklopedické publikace Čechy (díl 8, Táborsko).

## Hodnocení
Je známý především pro svými překlady z řečtiny a esejemi o klasické literatuře, současníci ale také oceňovali jeho proslovy a účast v národních spolcích. Byl vzorný učitel, přítel studentstva a vlastenec. Pro svou inteligenci a humor byl také vyhledávaným společníkem. Táborští sokolové před jeho odchodem do Prahy na slavnostním večeru připomněli jeho úderné básně, které pro ně složil, i organizační pomoc v roli učitele tělocviku. Sympatie k němu projevovali také představitelé česky smýšlejících židů: pomáhal studentům, vychovával je vlastenecky, pěstoval důkladnou znalost češtiny a vedl je k literárnímu vzdělávání. Byl příznivcem českožidovského hnutí, poskytoval jeho členům přátelské rady. Z jeho židovských žáků se později proslavili např. advokát Josef Žalud a lékař Moric Reiner.
Studentské spolky Štítný (1886) a Krakonoš (1892) ho jmenovaly čestným členem.
O jeho vlasteneckém smýšlení se tradovala historka, že při vítání císaře Františka Josefa na jubilejní zemské výstavě si místo předepsané uniformy státního úředníka oblékl čamaru.
Jako první Čech přeložil celého Homéra. Ke kvalitě překladů ale měli současníci občas výhrady – vadila jim určitá násilnost v řeči, záliba v tvorbě nových výrazů, využívání slov z jiných slovanských jazyků i jistý nedostatek poetičnosti. Například recenzent Květů ocenil jeho pečlivost při překladu Iliady, ale kritizoval výběr neobvyklých slov, někdy vulgárních, a poznamenal, že nevidí pokrok oproti předchozí Odysei. O několik let později pochválili ve Světozoru jeho překlad Aischylovy Oresteie, který považovali za plynný, srozumitelný a správně český; použití neobvyklých slov se podle nich nelze vyhnout. Časopis Ruch r. 1886 pochválil jeho překlad Krylovových bajek, v nichž zachoval jadrnou rázovitost.
Někdy se v táborském místním tisku zapojoval do polemik, občas anonymně. Jednu z takových nepříjemných debat měl např. roku 1868 s mladým Emanuelem Miřiovským. Profesoru Aloisu Studničkovi se po letech přiznal, že v nepodepsaných článcích odporoval jeho snahám o zachování některých táborských památek, zejména hradeb a bran, před zbouráním; Studničku jeho postoj k historickému dědictví nepříjemně překvapil.
Národní listy v nekrologu připomněly jeho mladočeské smýšlení i památné projevy při slavnostech B. Jablonského v Kardašově Řečici a J. K. Tyla v Praze.
Krátce po jeho smrti vyhlásil spolek Krakonoš finanční sbírku a z výtěžku byla 9. srpna 1896 na jeho rodném domě v Jilemnici v Dolení ulici slavnostně odhalena pamětní deska.

## Rodina
12. září 1865 se v Jilemnici oženil s Marií Knoblochovou (1843–1890), dcerou místního obchodníka. Měli spolu sedm dětí:
- Dcera Marie (1866–1913) se stala vychovatelkou
- Syn Vladimír Mejsnar (1868–1908) vystudoval práva a pracoval jako sekretář pražského magistrátu.[62] Psal také básně a prózu pod pseudonymem Cyril Vítek.[63]
- Dcera Olga (1870–??) se stala industriální učitelkou. Provdala se za c. k. finančního radu Prokopa Hrušku (1866–??).[64]
- Dcera Ludmila (1874–??) byla rovněž učitelkou. Provdala se za inženýra zemského výboru Ladislava Čecha (1872–??).[65]
- Syn Jaroslav Mejsnar (1876–??) vystudoval medicínu, pracoval jako obvodní lékař v Častolovicích a překládal odborné články z ruštiny.[66]
- Syn Božetěch (1878–??) vystudoval práva a byl uváděn jako magistrátní akcesista
- Měli ještě dceru Jiřinu (1882–??).

Po smrti první manželky se 12. srpna 1893 v kostele Panny Marie Sněžné oženil s Barborou Portíkovou (1848–??), dcerou domkáře z Ostružna u Jičína.